# Emma Walton
Emma Walton-Hamilton (* 27. November 1962 in London; gebürtig Emma Kate Walton) ist eine britische Schauspielerin und Schriftstellerin.

## Leben

### Familie
Emma Walton-Hamilton wurde als Tochter der Schauspielerin Julie Andrews und des Bühnendesigners Tony Walton geboren. Ihre Patentante ist die Schauspielerin Carol Burnett.
Als Walt Disney Julie Andrews die Rolle der Mary Poppins in dem gleichnamigen Film anbot, musste diese ihm mitteilen, dass sie gerade schwanger war. Disney akzeptierte die Absage der Schauspielerin jedoch nicht, sondern verschob kurzerhand die Dreharbeiten bis nach der Geburt von Emma. So verbrachte das Kind die ersten Monate seines Lebens am Filmset in den Disney-Studios.
Nachdem sich ihre Eltern gegen Ende der 1960er Jahre scheiden ließen und Julie Andrews bald darauf Blake Edwards heiratete, wuchs Emma zusammen mit ihren Stiefgeschwistern Geoffrey und Jennifer in den Vereinigten Staaten auf.
Walton ist seit 1991 mit Stephen Hamilton verheiratet, mit dem sie einen Sohn namens Samuel und eine Tochter namens Hope hat.

### Karriere
Emma Walton hatte ihren ersten Auftritt in dem Film ihres Stiefvaters, Der Fluch des rosaroten Panthers. Auch im weiteren Verlauf ihrer Karriere war sie regelmäßig in den Produktionen von Edwards zu sehen, so zum Beispiel in der Familienproduktion That’s Life! So ist das Leben (That's Life!), wo sie neben ihrer Mutter, ihrer Stiefschwester Jennifer sowie Jack Lemmon und dessen Sohn Chris spielt.
Zusammen mit ihrer Mutter schreibt sie seit dem Jahr 2000 die erfolgreiche Kinderbuchreihe Dumpy the dump truck. Die Illustration der Bücher wird von Waltons leiblichem Vater übernommen.
Außerdem ist sie eine der Gründerinnen und Besitzerin des Bay Street Theatre in Sag Harbor (Suffolk County, New York).

## Filmografie
- 1983: Der Fluch des rosaroten Panthers (Curse of the Pink Panther)
- 1984: Micky und Maude
- 1986: A Fine Mess
- 1986: That’s Life! So ist das Leben (That's Life!)
- 1987: Blind Date – Verabredung mit einer Unbekannten (Blind Date)
- 1991: Switch – Die Frau im Manne (Switch)